# المال العربي
المال العربي هي أغنية هيب هوب أمريكية أداها بستا رايمز وصدرت كأبرز أغاني ألبومه الثامن العودة إلى هرائي (2009). الأغنية من إنتاج وغناء مغني الراب في مدينة نيويورك رون بروز. تناقش الأغنية مخزونات الثروة التي لا حدود لها تقريبا في الشرق الأوسط ولا سيما في دبي. كما أنها تحيي على وجه الخصوص ياسر عرفات والوليد بن طلال بن عبد العزيز آل سعود.

## الجدل
أثارت أغنية المال العربي الجدل خاصة في المجتمعات الإسلامية. صدر ريمكس مع رد فعل سلبي أقوى كما أنه يقتبس آيات من القرآن الكريم والتي (في مثل هذا الشكل) يعتبر ممنوعا في معظم البلدان العربية. المنسق الموسيقي ستيف سوثيرلاند من إذاعة غالاكسي إف إم تم إيقافه عن العمل مؤقتا عندما أذاع الأغنية واشتكى المستمعين. ردا على ذلك قال بوستا:

## الفيديو كليب
فيديو كليب ظهرت لأول مرة على بيت و 106 بارك في 2 ديسمبر 2008. هي موجهة من قبل كورديرو ريك. يضم كل من ريك روس ومستر بنغلاديش وسبليف ستار ودي جي دراما وجيم جونز وجولز سانتانا ودي جي خالد وإيكون وغوريلا زوي وسولجا بوي تل إم ونور وليل وين وكاردينال أوفيشال وإيس هود وشاوتي لو وبول وول وإي-40 وسويز بيتز وتي-بين وويز خليفة وماك مين وتايجا وتريبل سي وويل سميث وآخرون.
رجل الأعمال وفاعل الخير الذي يقع مقره في مدينة نيويورك علي نقفي شارك ببطولة فيديو كليب. تمت دعوة علي نقفي من صديقه بوستا ريمس للظهور في الفيديو كليب. علي نقفي هو مؤسس ورئيس مجموعة ميندشار فينتوريس. ولد علي نقفي في مدينة نيويورك وهو من أصول فارسية وهندو-باكستانية.
الجزء الأول من فيديو كليب من ريمكس صدر في 25 فبراير. تماما مثل الأصلي وأخرجه ريك كورديرو أمام شاشة خضراء. تي بين لم يكن في الفيديو كليب وتم تغيير جوقة العودة إلى الأصل. لم يتم استخدام أي كلمات عربية. تي.آي. وبيردمان وسيدريك ذا انترتينر كانوا ضيوف شرف في الفيديو كليب.
تم إصدار الجزء الثاني من الفيديو كليب من ريميكس في 27 فبراير بعد يومين من الجزء الأول. تماما مثل الأصلي فقد أخرجه ريك كورديرو أمام شاشة خضراء. لا يظهر ريك دا فيليان في الفيديو كليب.

## في وسائل الإعلام الأخرى
الأغنية ظهرت في لعبة الفيديو جراند ثفت أوتو: ذا بالد أوف غاي توني عام 2009.

## ريميكسس
تم إعادة بث الأغنية رسميا ثلاث مرات من قبل بستا رايمز مع ظهور ضيوف شرف مختلفين في كل مرة.

### الجزء الأول
الجزء الأول من ريميكس يظهر فيه رون براوز وشون كومز وسويز بيتز وتي-بين وإيكون وليل وين. تم إصدار الأغنية في عيد الشكر (27 نوفمبر 2008). رون براوز وتي-بين وإيكون وليل وين استخدموا تأثير التلقائي للحن.
أيضا في هذا الجزء بستا رايمز هو الجزء الرئيسي من الربط المختلف ورون براوز يلفظ المال العربي بشكل مختلف مع لهجة الألف. بدلا من لفظ العرب بطريقة آيراب فقد لفظها أرب. على عكس الأصلي يستخدم اللغة العربية الفعلية في الجوقة والفنانين في جملهم:
- الكورس: بسم الله الرحمن الرحيم الحمد لله رب العالمين
  - الجوقة المستخدمة في الفيديو هي نفس الجوقة الأصلية.
- بستا رايمز: السلام عليكم ورحمة الله وبركاته
  - ما كان يستخدم في الفيديو كليب: بينما أنا كومة مليار آخر وإعطائها لكتلة مخدوعة
- شون كومز: الحمد لله
  - مع قول العبارة: مع بلايين البطاريات
- سويز بيتز: حبيبي
  - مع قول العبارة: في حين أنها تطعمني لينغويني
- إيكون: بسم الله الرحمن الرحيم
  - مع قول العبارة: نقد مباشر عندما أتيت، اسمحوا لي أن أبادل العملة بسبب أنها أجنبية

هذا الإصدار كان مخطط له إدراجه في ألبوم رون بروز إثربوي ولكن تم وضعه على الرف.

### الجزء الثاني
الجزء الثاني من ريميكس يقدم رون براوز وريك ذا فيليان وريك روس وسبليف ستار ونوري وريد كافيه. تم إصدار الأغنية في 13 ديسمبر 2008.

### الجزء الثالث
الجزء الثالث من ريميكس يقدم رون براوز وجولز سانتانا وجيم جونز وجاداكيس. تم إصدار الأغنية في 21 ديسمبر 2008. هذا ريميكس هو الوحيد الذي لا يتميز بالفيديو والموسيقى.
تم إنتاج نسختين أخريين من الأغنية ففي المرة الأولى عن طريق مغني الراب بيتبول وفي المرة الثانية عن طريق ريك روس.

## قوائم المسار
التحميل الرقمي
المحدد
1. المال العربي - 2:47

النظيف
1. المال العربي - 2:47

عرض القرص المضغوط الترويجي في الولايات المتحدة
1. المال العربي (راديو) - 2:47
2. المال العربي (القذر) - 2:47
3. المال العربي (الآلات الموسيقية) - 2:47
4. المال العربي (نظيف بدون مصاحبة الآلات الموسيقية) - 2:37
5. المال العربي (قذر بدون مصاحبة الآلات الموسيقية) - 2:37

## الرسوم البيانية
| الجدول (2008)                             | موقع الذروة |
| ----------------------------------------- | ----------- |
| بيلبورد هوت 100 الولايات المتحدة          | 86          |
| أغاني هوت آر أند بي / الهيب هوب الأمريكية | 31          |
| أغاني الراب الساخنة الأمريكية             | 9           |
| بوب 100 الولايات المتحدة                  | 79          |

## الروابط الخارجية
- كلمات الأغنية الكاملة على مترولايركس